# 张德华 (1966年)
张德华（1966年11月—），江苏南通人，汉族，中国共产党党员。中华人民共和国政治人物、第十三届全国人民代表大会云南省代表。

## 生平
长安大学交通规划与管理专业毕业。2016年2月，任交通运输部公路局局长；2016年8月，任云南省玉溪市市长；2021年5月，任云南省人民政府副秘书长；2022年7月，卸任省人民政府副秘书长职务。
2018年，张德华被选为云南省出席第十三届全国人民代表大会代表。